# Haliophyle ferruginea
Haliophyle ferruginea là một loài bướm đêm thuộc họ Noctuidae. Nó là loài đặc hữu của Maui.